# Dranga Palkye Yongten
 (octobre 2019).
Si vous disposez d'ouvrages ou d'articles de référence ou si vous connaissez des sites web de qualité traitant du thème abordé ici, merci de compléter l'article en donnant les références utiles à sa vérifiabilité et en les liant à la section « Notes et références ».
Dranga Palkye Yongten (tibétain : བྲན་ཀ་དཔལ་གྱི་ཡོན་ཏན, Wylie : bran ka dpal kyi yon tan), connu également sous le nom de Dranga Yongten ou de Yongten, est un moine bouddhiste de l'empire du Tibet aux VIIIe et IXe siècles.

## Biographie
Il sert comme Banchenpo ( Wylie : ban chen po, « ministre moine ») sous le règne de Ralpacan. Il entretient des relations amicales avec la Chine de la dynastie Tang, et il signe le traité de paix entre le Tibet et la Chine après une longue guerre. 
Une mission chinoise est venue à Lhassa en 821 pour y rencontrer de hauts dignitaires tibétains et prêter un serment d'amitié entre les deux États. Ils érigent trois monuments de pierre, à Chang'an, à Lhassa et à la frontière sino-tibétaine, contenant le texte complet du traité à la fois en chinois et en tibétain. Le seul pilier qui reste se trouve aujourd'hui à Lhassa, à l'extérieur du temple de Jokhang. Selon ce texte, Dranga Palkye Yongten est à l'époque le ministre le plus haut placé du Tibet.  